# إيست كاروندلت (إلينوي)
إيست كاروندلت (بالإنجليزية: East Carondelet, Illinois)‏ هي منطقة سكنية تقع في الولايات المتحدة في إلينوي. يقدر عدد سكانها بـ 499 نسمة .

## الموقع الجغرافي
الموقع الجغرافي للمناطق المحيطة بهذه النقطة هو كالتالي:

## أعلام
- راسيل إي. دونهام